# Szentmargitfalva
Szentmargitfalva is een plaats (község) en gemeente in het Hongaarse comitaat Zala. Szentmargitfalva telt 121 inwoners (2001).